# Hipantiu

Hipantiu (în verde) la rozacee

Hipantiul (din greaca hypo = dedesubt + anthos = floare) este porțiunea în formă de potir (cupă)  sau tubuliformă a axei florale (receptacul) dintre ovar și restul pieselor florale, la care participă bazele periantului și ale staminelor, rezultată din lărgirea receptaculului. Se găsește la toate speciile din familia rozacee și la multe specii din familia timeleacee.